# Reserva natural de Oliokma
La reserva natural de Oliokma (en ruso: Госуда́рственный приро́дный запове́дник «Олёкминский») es una reserva natural estricta (un 'Zapovédnik') de Rusia. Localizada al sur del curso medio del río Lena en la margen derecha de su segundo afluente más grande: el río Oliokma en el cruce de las tierras altas de Aldan y la meseta de Oliokma-Chara en el distrito administrativo (raión) de Oliókminsk de la República de Sajá Yakutia en Siberia. El área es remota y relativamente tranquila, situada a 80 km de distancia de cualquier ciudad.

## Topografía
La región se encuentra en las estribaciones del suroeste de Yakutia, en el cruce de las tierras altas de Aldan y la meseta de Oliokma-Chara, un área cortada por profundos valles fluviales. Los principales ríos de la zona son el Tuolbi y el río Amgá. Dentro de los límites de la reserva hay 85 arroyos y ríos que se extienden de 3 a 110 km y actúan como afluentes de los ríos Oliokma, Tuolbi y Amgá.

## Clima y ecorregión
La reserva de Oliokma se encuentra en la ecorregión de la taiga de Siberia Oriental. Esta ecorregión se encuentra entre el río Yeniséi y el río Lena. Su límite norte alcanza el círculo polar ártico y su límite sur alcanza los 52° de latitud norte. La vegetación dominante es la taiga de coníferas claras con alerce de Gmelin (Larix gmelinii) formando el dosel en áreas con poca capa de nieve. Esta ecorregión es rica en minerales.
El clima de la región es subártico, sin estación seca (clasificación climática de Köppen Clima subártico (Dfc)). Este clima se caracteriza por veranos templados (solo 1 a 3 meses por encima de los 10 °C (50,0 °F)) e inviernos fríos y nevados (el mes más frío por debajo de −3 °C (26,6 °F)). La nieve comienza en octubre y dura en promedio 200 días. La precipitación media anual es de 400 a 500 mm.

## Flora y fauna
La reserva está cubierta en un 88 % por bosques, en su mayoría de coníferas. Se observa cierta zonificación: por encima de los 1000 metros hay más comunidades de tundra, en un cinturón de 900 a 1000 metros hay una subtaiga formada por bosque de alerce de Gmelin (Larix gmelinii), y de 400 a 900 metros hay bosques de alerces y pinos con matorrales de alisos y rododendros de Dahurian (Rhododendron dauricum).
La reserva destaca por unos niveles relativamente altos de biodiversidad: del total de 1010 especies de plantas vasculares que existen en la ecorregión de la taiga de Siberia Oriental, 650 se encuentran en Oliokma.

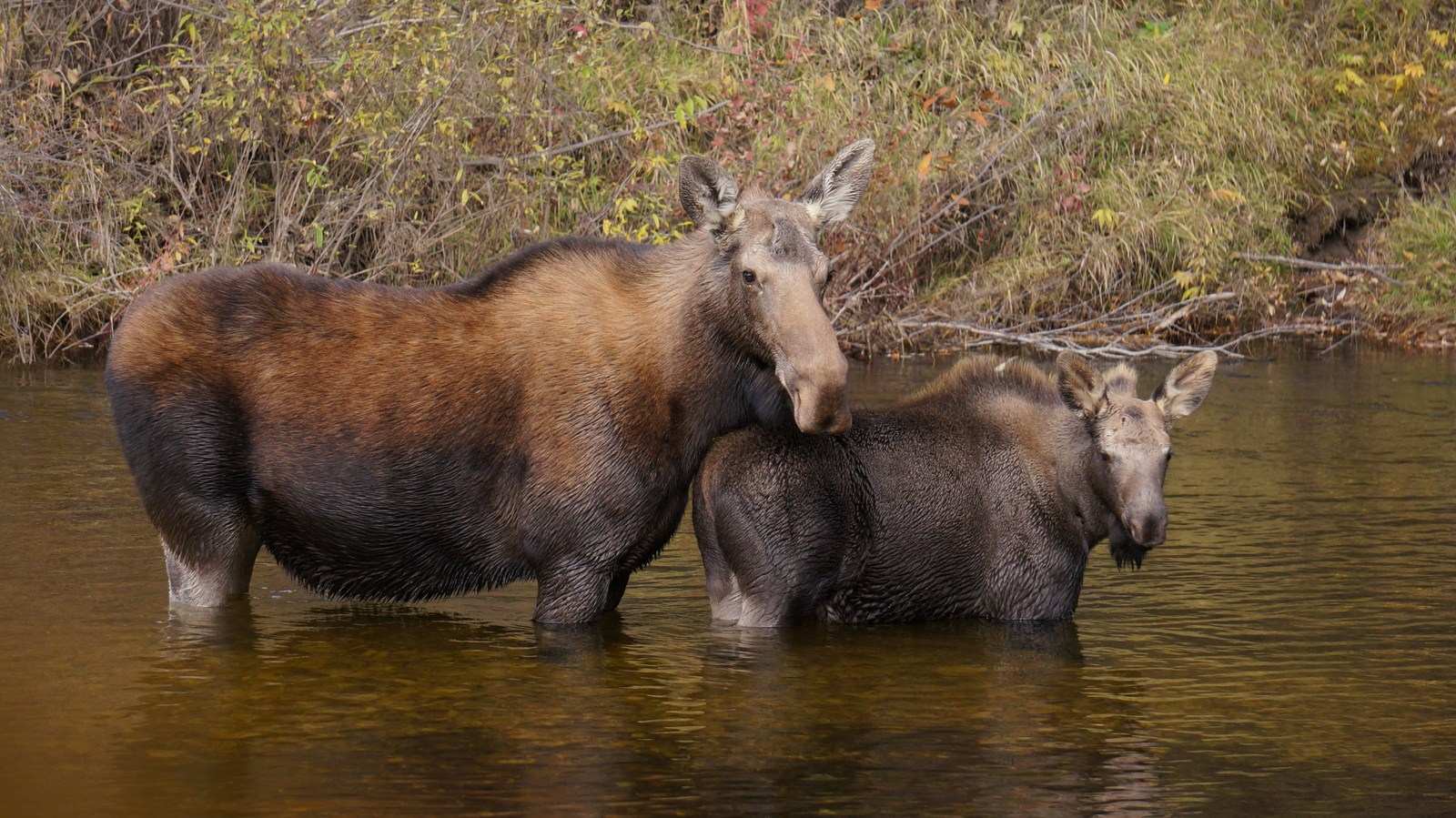
Una pareja de alces (Alces alces) en un arroyo de la reserva

La reserva alberga 40 especies de mamíferos típicos de la taiga siberiana. Destacan el alce (Alces alces), el wapiti de Manchuria (Cervus canadensis xanthopygus), el reno (Rangifer tarandus) y el ciervo almizclero siberiano (Moschus moschiferus) entre los ungulados, el oso pardo (Ursus arctos), el lince común (Lynx lynx), el lobo gris (Canis lupus lupus), la marta cibelina (Martes zibellina) y el zorro rojo (Vulpes vulpes) entre los carnívoros, pero también se pueden encontrar la liebre de montaña (Lepus timidus), la pica del norte (Ochotona hyperborea), la nutria europea (Lutra lutra), el visón americano (Neovison vison) y otras tres especies de mustélidos, tres especies de murciélagos, 12 especies de roedores y 8 especies de insectívoros.

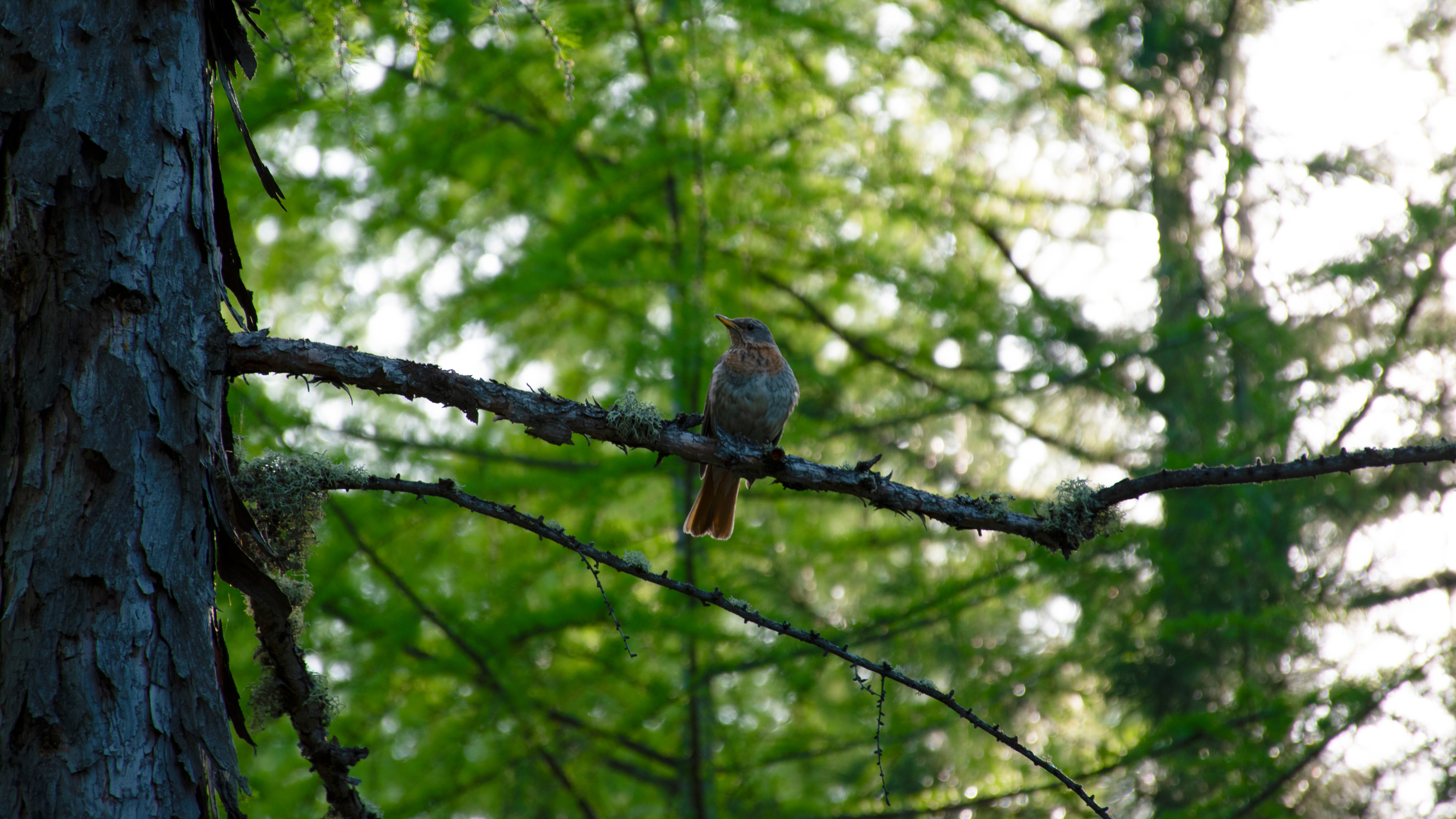

Las aves están representadas por 173 especies. Son comunes el grévol común (Tetrastes bonasia), el cárabo lapón (Strix nebulosa), el cárabo gavilán (Surnia ulula), el ratonero calzado (Buteo lagopus), el pito negro (Dryocopus martius) y el pico tridáctilo (Picoides tridactylus). También hay poblaciones más numerosas de urogallo oriental (Tetrao urogalloides), ruiseñor calíope (Calliope calliope), papamoscas siberiano (Muscicapa sibirica), zorzal siberiano (Geokichla sibirica), pinzón real (Fringilla montifringilla) y pato arlequín (Histrionicus histrionicus). Algunas de las especies que se encuentran aquí están en la Lista Roja de Especies Amenazadas de Rusia, como águila real (Aquila chrysaetos), pigargo europeo (Haliaeetus albicilla), cigüeña negra (Ciconia nigra) y la grulla común (Grus grus).
Los anfibios y reptiles están presentes en la reserva con solo cinco especies, la rana de Amur (Rana amurensis), la rana campestre (Rana arvalis), la salamandra siberiana (Salamandrella keyserlingii), la lagartija vivípara (Zootoca vivipara) y la víbora común europea (Vipera berus). En los ríos viven 23 especies de peces, principalmente cypriniformes y salmonidae.

## Ecoeducación y acceso

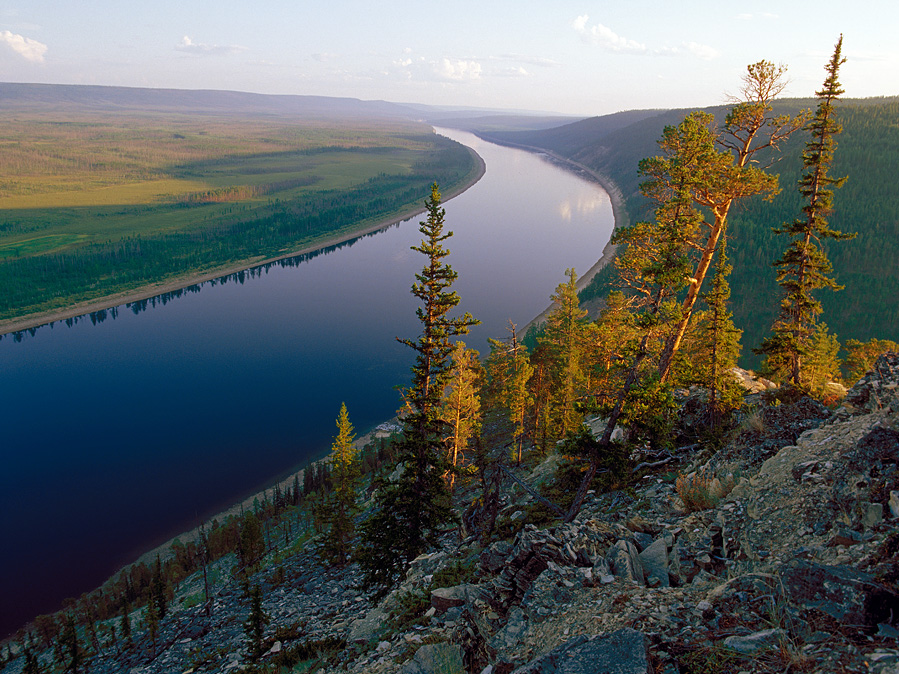
Río Oliokma que da nombre a la reserva

Al tratarse de una reserva natural estricta, la reserva natural de Oliokma está en su mayor parte cerrada al público en general, aunque los científicos y aquellas personas con fines de «educación ambiental» pueden hacer arreglos con la administración del parque para realiza visitas guiadas. La reserva permite excursiones «ecoturísticas» al público en general con ciertas limitaciones en ciertas rutas acompañados por guardabosques de la reserva, pero requiere que la solicitud de permisos se realice con anticipación para su aprobación. La oficina principal de la reserva está en la ciudad de Oliókminsk.

### Petroglifos
En la margen derecha del río Oliokma, donde desemboca el río Krestjach, hay petroglifos que datan del Neolítico y la Edad del Bronce. Sobre una roca de 30-35 metros de altura se han identificado 134 dibujos divididos en once zonas. Representan alces, ciervos y figuras zoomorfas, antropomorfas y geométricas pintadas con ocre amarillo y rojo.